# Tratado de Turim (1754)
O Tratado de Turim foi assinado a 3 de junho de 1754 e tentou resolver os problemas que subsistem de há muito entre a Saboia e Genebra e na qual os cantões de Zurique e Berne também estão implicados. Os direitos de jurisdição não estando claramente definidos provoca problemas razão pela qual;
- Genebra cede à Saboia, Carouge, Veyrier, Bossey, Landecy, Onex, Lancy, Avusy, Villette et Presinge
- e vê-se retroceder  Cartigny, La Petite Grave, Epeisses, Grange-Canal, Vandoeuvres, La Belotte et Gy

Relativamente à religião, o tratado acorda aos habitantes que tenham mudado de soberania o livre exercício da sua religião durante vinte anos. Passado esse período podem conservar as terras mas devem faze-las cultivar por pessoas da religião autorizada no Estado onde se encontram.